# Gobbledigook
"Gobbledigook" (ook gespeld als "Gobbeldigook") is een nummer van de IJslandse band Sigur Rós. Het werd op 27 mei 2008 door de band als gratis download aangeboden. Daarnaast werd er een videoclip voor gemaakt, geregisseerd door Arni & Kinski. "Gobbledigook" werd nooit officieel uitgebracht als single, maar wel als promo uitgereikt aan verschillende media.

## Opname en uitgave
"Gobbledigook" werd begin 2009 opgenomen in New York en IJsland. De originele titel was eigenlijk "Gobbldigob", dat het IJslandse woord voor het geluid van klakkende paardenhoeven was. Producer Flood wijzigde het echter naar het Engelse "Gobbledigook", een variant op het Engelse 'gobbledygook'. Op de Europese versie van staat het nummer aangegeven als "Gobbeldigook". Bij het bekendmaken van de details van Með suð í eyrum við spilum endalaust op 27 mei 2008 werd meteen een gratis download aangeboden van "Gobbledigook" op sigurros.com. Op dezelfde dag werd ook de video van het nummer vrijgegeven. "Gobbledigook" was geen officiële single. Er werd wel een video voor gemaakt en het nummer werd als promo verzonden naar verschillende media. Daarnaast bereikte het de negende plaats in de IJslandse hitlijst. De uitgave werd wereldwijd georganiseerd door EMI Records met uitzondering van de Verenigde Staten; dit werd gedaan door XL Recordings.
In september organiseerde Sigur Rós een remix-competitie met "Gobbledigook" op YouTube, waarbij ze een instrumentale versie aanboden. "Gobbledigook" verscheen op plaats 71 in The 100 Best Tracks of 2008 van Pitchfork Media. Ook bereikte het plaats 55 in Rolling Stone's lijst van The 100 Best Singles of 2008, met als commentaar: "De IJslandse art-rockmystici creëren magie met alleen wat handgeklap, akoestische gitaar en la-la-la's die net breken zoals een spotlicht op een gletsjer. Oogverblindend en duizelingwekkend."

## Muziekvideo
De video voor "Gobbledigook" is geregisseerd door het duo Arni & Kinski, in samenwerking met fotograaf Ryan McGinley. McGinley's foto die als cover dient op Með suð í eyrum við spilum endalaust was de inspiratie voor deze video, die in de Verenigde Staten werd opgenomen. De cinematograaf was Christopher Doyle. De video draait om een groep naturisten die zich in een bos bevinden. De groep houdt zich onder andere bezig met het rennen en dansen in de natuur. Er wordt gezwommen, gespeeld op een schommel, over de grond gerold en gedrumd met takken. Af en toe wordt er geschakeld naar beelden van een samenkomst in de nacht, waarbij de groep om een kampvuur heen beweegt. De video bevat veel close-up beelden en snelle 'cuts' tussen beelden.

## Nummers

### Cd-promo en download
1. "Gobbledigook" - 3:08

## Medewerkers
- Sigur Rós - productie, creatie
  - Jón Þór Birgisson - zang, gitaar
  - Georg Hólm - basgitaar
  - Kjartan Sveinsson - keyboard
  - Orri Páll Dýrason - drums
- Flood - productie
- Ted Jensen - mastering

## Hitnoteringen
| Land              | Plaats |
| ----------------- | ------ |
| Tónlist (IJsland) | 9      |